# Antoni Lloret
Antoni Lloret i Orriols (Barcelona, 1935 - ) es un científico español, hijo de la escritora Maria Dolors Orriols.

## Carrera
Estudió en el Liceo francés y se doctoró en Ciencias Físicas en la Facultad de Ciencias de la Universidad de Barcelona en 1963 y en la Universidad de París en 1964. Es miembro de la sección de Ciencias correspondiente del Instituto de Estudios Catalanes desde el 1992.
En 1967, por encargo de la Junta de Energía Nuclear de Madrid organizó y dirigió un laboratorio en colaboración con el CERN de Ginebra (Suiza). De 1969 hasta 1974 trabajó en el Centre de Recherches Nucléaires de Estrasburgo y, de 1974 hasta 1976, en el CERN de Ginebra. Actualmente es director de investigación del Centre National de la Recherche Scientifique de Toulouse, en Francia, Director del Groupement Euroregional des Systémes Photovoltaóques (GESP), Midi- Pyrénées, Languedoc-Roussillon, Cataluña, y miembro del Consejo Municipal de Medio ambiente y Sostenibilidad de Barcelona. 
En el terreno científico, ha escrito numerosos trabajos de investigación en los campos de la Física Experimental Nucleónica y Subnucleónica, de la Síntesis de Nuevos Semiconductores para la Optoelectrónica. Partidario del uso de las energías renovables, ha sido pionero de la conversión fotovoltaica de la energía solar integrada en los edificios.
Es el responsable científico del primer prototipo mundial de edificio con módulos multifuncionales termo-fotovoltaicos y transparentes conectados a la red eléctrica: la Biblioteca Pompeu Fabra de Mataró.
En 2008 recibió la Cruz de San Jorge.

## Obras
- Física pop. Una expedició al microcosmos (1977)
- Diccionari de la Ciència i la Tecnologia Nuclears (1979)
- Per qué les coses són com són (1981)
- Cafè Metropol (1999)
- Una teulada fotovoltaica a l'Ajuntament (2001)

## Legado
El fondo Antoni Lloret consta de documentos cedidos a la Universidad Autónoma de Barcelona gracias a la mediación de Xavier Roqué (Centre d'Història de la Ciència y Departament de Filosofia, UAB). Los documentos están fechados entre 1968 y 1970 y corresponden a la etapa de Lloret como director del Grupo Experimental de Altas Energías de la Junta de Energía Nuclear. Los documentos aportan información muy relevante para analizar la primera etapa de España en el CERN (Organización Europea de Investigación Nuclear), incluidos los dosieres de prensa elaborados por la Junta de Energía Nuclear cuando se negociaba la continuidad de España en la organización.
Este fondo se ha digitalizado y se puede consultar en el Depósito Digital de Documentos del Servicio de bibliotecas de la UAB.